# ISO 3166-2:CD
ISO 3166-2:CD est le code des subdivisions de la république démocratique du Congo dans la codification ISO 3166-2.

## Mise à jour
```
ISO 3166-2:2002-05-21
 n°2: 
Haut Congo
 (HC) devient 
Oriental
 (OR).
```

## Ville (1, inchangée en 2015)
```
CD-KN  
Kinshasa
```

## Nouvelles provinces (25, après 2015)
Ces codes correspondent aux vingt-cinq provinces après leur redécoupage entré en vigueur en juillet 2015.
| Code  | Nom des subdivisions (fr) | Subdivision name (en) | Catégorie |
| ----- | ------------------------- | --------------------- | --------- |
| CD-BC | Kongo central             | Kongo Central         | province  |
| CD-EQ | Équateur                  | Equator               | province  |
| CD-KE | Kasaï-Oriental            | Kasai-Oriental        | province  |
| CD-MA | Maniema                   | Maniema               | province  |
| CD-NK | Nord-Kivu                 | North Kivu            | province  |
| CD-SK | Sud-Kivu                  | South Kivu            | province  |
| CD-BU | Bas-Uélé                  | Bas-Uele              | province  |
| CD-HK | Haut-Katanga              | Haut-Katanga          | province  |
| CD-HL | Haut-Lomami               | Haut-Lomami           | province  |
| CD-HU | Haut-Uélé                 | Haut-Uele             | province  |
| CD-IT | Ituri                     | Ituri                 | province  |
| CD-KC | Kasaï central             | Kasai Central         | province  |
| CD-KG | Kwango                    | Kwango                | province  |
| CD-KL | Kwilu                     | Kwilu                 | province  |
| CD-KS | Kasaï                     | Kasai                 | province  |
| CD-LO | Lomami                    | Lomami                | province  |
| CD-LU | Lualaba                   | Lualaba               | province  |
| CD-MN | Mai-Ndombe                | Mai-Ndombe            | province  |
| CD-MO | Mongala                   | Mongala               | province  |
| CD-NU | Nord-Ubangi               | North Ubangi          | province  |
| CD-SA | Sankuru                   | Sankuru               | province  |
| CD-SU | Sud-Ubangi                | South Ubangi          | province  |
| CD-TA | Tanganyika                | Tanganyika            | province  |
| CD-TO | Tshopo                    | Tshopo                | province  |
| CD-TU | Tshuapa                   | Tshuapa               | province  |

## Anciennes provinces (10, avant 2015)
Ces codes correspondent aux dix provinces avant leur redécoupage entré en vigueur en juillet 2015.
```
CD-BN  
Bandundu

CD-BC  
Bas-Congo

CD-EQ  
Équateur

CD-KW  
Kasaï-Occidental

CD-KE  
Kasaï-Oriental

CD-KA  
Katanga

CD-MA  
Maniema

CD-NK  
Nord-Kivu

CD-OR  
Orientale

CD-SK  
Sud-Kivu
```

## Code supprimé
Le codet « ZR » pour Zaïre est réservé par la république démocratique du Congo pour une durée transitoire, de juillet 1997 à juillet  2047.